# Brzostówka (gromada)
Brzostówka – dawna gromada, czyli najmniejsza jednostka podziału terytorialnego Polskiej Rzeczypospolitej Ludowej w latach 1954–1972.
Gromady, z gromadzkimi radami narodowymi (GRN) jako organami władzy najniższego stopnia na wsi, funkcjonowały od reformy reorganizującej administrację wiejską przeprowadzonej jesienią 1954 do momentu ich zniesienia z dniem 1 stycznia 1973, tym samym wypierając organizację gminną w latach 1954–1972.
Gromadę Brzostówka z siedzibą GRN w Brzostówce utworzono – jako jedną z 8759 gromad na obszarze Polski – w powiecie lubartowskim w woj. lubelskim na mocy uchwały nr 11 WRN w Lublinie z dnia 5 października 1954. W skład jednostki weszły obszary dotychczasowych gromad Brzostówka i Wólka Zawieprzycka ze zniesionej gminy Serniki w tymże powiecie. Dla gromady ustalono 14 członków gromadzkiej rady narodowej.
1 stycznia 1960 do gromady Brzostówka włączono wieś i kolonię Nowa Wieś ze zniesionej gromady Wólka Zabłocka w tymże powiecie.
1 stycznia 1962 gromadę zniesiono, włączając jej obszar do gromad Serniki (wieś i kolonię Nowa Wieś) i nowo utworzonej Ostrów Lubelski (wieś i kolonię Brzostówka oraz wieś i kolonię Wólka Zawieprzycka) w tymże powiecie.